# Мала Весь (Козеницький повіт)
Мала Весь (пол. Mała Wieś) — село в Польщі, у гміні Ґловачув Козеницького повіту Мазовецького воєводства.
У 1975-1998 роках село належало до Радомського воєводства.